# Талейран-Перигор, Даниель-Мари-Анн де
Маркиз Даниель-Мари-Анн де Талейран-Перигор (фр. Daniel-Marie-Anne de Talleyrand-Périgord; август 1706 — 9 мая 1745, под Турне), граф де Гриньоль и де Мориак — французский офицер, дед князя Талейрана.

## Биография
Сын Габриеля де Талейрана (ум. 1737), графа де Гриньоля, Бовиля и Сен-Северена, и Маргерит де Тайфер, дамы де Мориак.
После года службы мушкетером 12 августа 1733 получил роту в кавалерийском полку короля, которой командовал в кампанию того года. Полковник Сентонжского полка (10.03.1734), командовал им при атаке Этлингенских линий и осаде Филиппсбурга (1734), а также в деле под Клаузеном (1735).
26 июля 1737 вместо Сентонжского полка получил Нормандский. В марте 1742 вступил с ним в Баварию, участвовал в походе в Богемию, затем вернулся в Баварию, где участвовал в обороне ряда крепостей. Бригадир (20.02.1743), до июля продолжал службу в Баварии и закончил кампанию на берегах Рейна. В 1744 году служил во Фландрской армии Морица Саксонского, прикрывавшей осады Менена, Ипра и Фюрна. Закончил кампанию в лагере под Куртре.
18 февраля 1745 получил место одного из менинов дофина. 1 апреля был назначен во Фландрскую армию и был убит при осаде Турне.
Генерал-лейтенант Бирон, ночевавший вместе с Талейраном в траншее на одной медвежьей шкуре, едва успел отойти, чтобы отдать распоряжения маркизу де Шуазёлю-Мёзу, как один солдат, чистивший запальное устройство своего ружья, случайно высек искру, попавшую в пороховую бочку. Маркиз погиб при взрыве вместе с 80 солдатами, куски его тела разлетелись на тридцать туазов. Маршал Саксонский, хотя и не отличался чувствительностю, оплакал смерть этого отличного офицера.

## Семья
1-я жена: Мари-Гийонна де Рошфор-Теобон, дочь Шарля-Бордо де Рошфора, маркиза де Теобона, капталя де Пюишагю, и Мари-Анн де Понс
Сын:
- Габриель-Мари (1.10.1726—1795), граф де Перигор

2-я жена (3.08.1732): Мари-Элизабет Шамийяр (8.02.1713—28.11.1788), придворная дама королевы Марии Лещинской, дочь Мишеля Шамийяра, маркиза де Кани, главного квартирмейстера дома короля, и Мари-Франсуазы де Рошешуар-Мортемар
Дети:
- Мари-Элизабет (23.04.1733—25.02.1812), компаньонка мадам Аделаиды (4.03.1759). Муж (20.02.1759): граф Жак-Шарль де Шабанн (1737—1780), маркиз де Кюртон и дю Пале
- Шарль-Даниель (16.06.1734—4.11.1788), граф де Талейран-Перигор
- Огюстен-Луи (10.08.1735—1793), виконт де Талейран
- Александр-Анжелик (18.10.1736—20.10.1821), кардинал, архиепископ Реймсский
- Луи-Мари-Анн (11.10.1738—1799), барон де Талейран-Перигор. Жена (26.04.1763): Луиза-Фидель Дюран де Сент-Эжен-Монтиньи
- Мари-Анн (р. 11.10.1738, ум. юной)
- Пьер-Жозеф (р. 12.07.1741)
- Антуан-Луи (р. 15.11.1742)